# 23 апреля
23 апреля — 113-й день года (114-й в високосные годы) по григорианскому календарю.
До конца года остаётся 252 дня.
До 15 октября 1582 года — 23 апреля по юлианскому календарю, с 15 октября 1582 года — 23 апреля по григорианскому календарю.
В XX и XXI веках соответствует 10 апреля по юлианскому календарю.

## Праздники и памятные дни
См. также: Категория:Праздники 23 апреля

### Международные
- ЮНЕСКО — Всемирный день книг и авторского права (1996).
- ООН — День английского языка в ООН (2010).
- ООН — День испанского языка в ООН (2010).

### Национальные
- Германия — День немецкого пива (1516).
- Испания — Сан-Хорхе (День Святого Георгия).
- Турция — День национальной независимости и детей Турции (1920).

### Профессиональные
- Украина — День психолога[2].

### Религиозные

#### Католицизм
- Память святителя Адальберта, епископа Пражского (997 год)[3];
- Память святителя Герхарда, епископа Тульского (994 год)[4].

#### Православие[5][6]
- Память мучеников Терентия, Помпия, Африкана, Максима, Зинона, Александра, Феодора и иных 33-х (около 249—251 годов);
- Память священномученика Флегонта Понгильского, пресвитера (1938 год);
- Память мученика Димитрия Вдовина (1942 год);
- Память мучеников Иакова пресвитера, Азадана и Авдикия диаконов, Персидских (около 380 года);
- Память священномученика Григория V, патриарха Константинопольского (1821 год).

### Именины
- Католические: Адальберт (Войтех), Юрий.
- Православные: Александр, Африкан, Зенон, Максим, Григорий, Терентий, Фёдор, Яков.

## События
См. также: Категория:События 23 апреля

### До XIX века
- 215 до н. э. — на Капитолийском холме в Риме воздвигнут Храм Венеры.
- 599 — правитель майя Укай-Кан из Калакмуля нападает на Паленке, его правительница Иш-Йоль-Икналь терпит поражение (по другим данным, 21 апреля)[7][8].
- 997 — возле Гданьска убили епископа Праги, проповедника Адальберта, который позже был канонизирован церковью.
- 1066 — расчётный пролёт кометы Галлея, открытой в 1758 году Эдмундом Галлеем.
- 1343 — в Эстляндии вспыхнуло восстание Юрьевой ночи.
- 1348 — английский король Эдуард III основывает орден Подвязки.
- 1516 — в Баварии принят закон о чистоте пива.
- 1533 — англиканская церковь расторгает брак между Екатериной Арагонской и английским королём Генрихом VIII.
- 1597 — состоялась премьера спектакля по пьесе Шекспира «Виндзорские проказницы», на которой присутствовала английская королева Елизавета I.
- 1605 — провозглашение русским царём Фёдора Годунова.
- 1633 — Швеция заключила с германскими князьями Протестантский союз против католиков.
- 1662 — Коннектикут объявлен британской колонией.

### XIX век
- 1827 — в Ирландской королевской академии студент Уильям Гамильтон зачитывает статью по геометрической оптике «Теория систем лучей»[9].
- 1836 — в Санкт-Петербурге вышел первый номер литературного и общественно-политического журнала «Современник», основанного А. С. Пушкиным.
- 1851 — выпущена первая почтовая марка Канады. Её автором был создатель железнодорожной сети страны, инженер Сэндфорд Флеминг.
- 1857 — российский император Александр II утвердил государственный герб России — двуглавого орла.
- 1867 — королева Виктория и император Наполеон III отклонили план строительства туннеля под Ла-Маншем.
- 1889 — в письме брату Александру Антон Павлович Чехов написал фразу, ставшую крылатой: «Краткость — сестра таланта».
- 1896 — в Нью-Йорке прошёл первый в Америке киносеанс.

### XX век
- 1906 — с 23 апреля по 8 мая в Стокгольме прошёл IV (Объединительный) съезд РСДРП.
- 1907 — Джек Лондон отправился в путешествие вокруг света на двухмачтовом судне.
- 1911 — в Санкт-Петербурге открылась Международная воздухоплавательная выставка.
- 1918
  - Издан декрет СНК РСФСР «О национализации внешней торговли», устанавливающий государственную монополию внешней торговли.
  - Гватемала объявила войну Германии, вступив в Первую мировую войну на стороне Антанты.
- 1928 — Верховный суд Канады постановил, что женщины не являются «персонами» (физическими лицами).
- 1929 — с 23 по 29 апреля прошла XVI конференция ВКП(б), на которой был принят 1-й пятилетний план.
- 1932
  - В соответствии с решением ЦК ВКП(б) «О перестройке литературно-художественных организаций» распустились все писательские организации, на месте которых создаётся единый Союз советских писателей.
  - В Стратфорд-он-Эйвоне был открыт Королевский шекспировский театр, который проводит шекспировские фестивали.
- 1935 — принята новая конституция Польши.
- 1941 — принц Нородом Сианук избран королём Камбоджи.
- 1942 — в Германии объявлена сельскохозяйственная повинность для мальчиков 14—16 лет и девочек 16—17 лет.
- 1948 — первая арабо-израильская война: Израильтяне отбивают морской порт Хайфа.
- 1951 — учреждён Олимпийский комитет СССР.
- 1954
  - В НБА введено правило 24 секунд, в течение которых владеющая мячом команда должна выполнить бросок по кольцу.
  - Советский Союз разорвал дипломатические отношения с Австралией после предоставления ею политического убежища перебежчику Владимиру Петрову. Восстановлены они будут только через пять лет.
- 1956 — состоялся первый концерт Элвиса Пресли в Лас-Вегасе.
- 1957 — организована научно-исследовательская станция «Северный полюс-7» под руководством В. А. Ведерникова и Н. А. Белова.
- 1959 — создан Союз журналистов Украины (ныне Национальный союз журналистов Украины).
- 1964
  - Вышло постановление Совмина СССР, согласно которому студии грамзаписи и заводы грампластинок переходили в подчинение Министерства культуры.
  - Прошёл первый спектакль в театре на Таганке.
- 1965 — в космос запущен первый советский спутник связи «Молния-1».
- 1967 — стартовал советский космический корабль «Союз-1», пилотируемый Владимиром Комаровым. При возвращении на Землю из-за аварии корабля Владимир Комаров погиб.
- 1968 — первые десятичные монеты Британии 5 пенсов и 10 пенсов переданы на подготовку к переходу на десятичную систему.
- 1971 — группа «Rolling Stones» выпускает альбом Sticky Fingers.
- 1974 — на острове Бали (Индонезия) произошла катастрофа авиалайнера Boeing 707 компании Pan American, в результате которой погибли 107 человек.
- 1975 — в Киеве открылся Украинский музей книги.
- 1982 — выход компьютера ZX Spectrum.
- 1985
  - На Пленуме ЦК КПСС был провозглашён курс на проведение экономической части «перестройки».
  - В Пекине открылся первый в Китае ресторан «Макдоналдс».
- 1986 — начались первые после второй мировой войны регулярные пассажирские рейсы дирижаблей, когда воздушное судно «Скайшип 500-02» компании «Эршип Индастриз» четырежды в день начало выполнять экскурсионные полёты над Лондоном.
- 1989 — последний концерт Герберта фон Караяна (с Венским Филармоническим оркестром)
- 1990
  - Намибия становится 160-м членом ООН и 50-м членом Британского Содружества.
  - 76 % жителей Карл-Маркс-Штадта (Германия) проголосовали за то, чтобы вернуть городу его прежнее название Хемниц.
- 1991
  - Во время встречи в Ново-Огарёво президентом СССР М. С. Горбачёвым и руководителями 9 республик подписано заявление о принципах нового Союзного договора.
  - В государстве Украина принят закон о свободе совести.
- 1992 — в Пекине открыт самый крупный ресторан мировой сети «Макдоналдс» (на 700 мест).
- 1993 — в Эритрее под эгидой ООН проводится референдум, в ходе которого подавляющее большинство жителей голосует за независимость от Эфиопии.
- 2000 — Вторая чеченская война: засада на колонну 51-го парашютно-десантного полка под Сержень-Юртом.

### XXI век
- 2007 — во многих странах мира, по инициативе ООН, началась глобальная неделя безопасности дорожного движения.
- 2018 — в результате протестов в Армении, премьер-министр Серж Саргсян подал в отставку.
- 2022 — в результате взрыва на нелегальном нефтеперерабатывающем заводе в штате Имо в Нигерии погибло более 100 человек.
- 2025 — землетрясение в Стамбуле, магнитудой 6.2 балла.

## Родились
См. также: Категория:Родившиеся 23 апреля

### До XIX века
- 1564 – по преданию, Уильям Шекспир (ум.1616), великий английский поэт и драматург.
- 1737 — Джозайя Мартин (ум.1786), последний коронный губернатор провинции Северная Каролина.
- 1775 — Уильям Тёрнер (ум.1851), английский живописец, мастер романтического пейзажа, акварелист и гравёр.
- 1791 — Джеймс Бьюкенен (ум.1868), американский политик, 15-й президент США (1857—1861).

### XIX век
- 1804 — Мария Тальони (ум.1884), итальянская балерина.
- 1830 — Владимир Жемчужников (ум.1884), русский поэт, один из создателей образа Козьмы Пруткова.
- 1835 — Николай Помяловский (ум.1863), русский писатель-прозаик.
- 1850 — Георгий Судейкин (уб.1883), подполковник Отдельного корпуса жандармов, один из руководителей политического сыска в России.
- 1857 — Руджеро Леонкавалло (ум.1919), итальянский композитор.
- 1858 — Макс Планк (ум.1947), немецкий физик-теоретик, основоположник квантовой физики, нобелевский лауреат (1918).
- 1867 — Йоханнес Фибигер (ум.1928), датский микробиолог и патологоанатом, лауреат Нобелевской премии (1926).
- 1870 — Василий Ягодин (расстрелян в 1937), протоиерей, святой Русской православной церкви.
- 1876 — Артур Мёллер ван ден Брук (ум.1925), немецкий писатель, переводчик, публицист, идеолог нацистской Германии.
- 1880 — Михаил Фокин (ум.1942), русский и американский танцовщик, хореограф, один из создателей современного балета.
- 1889 — Иван Берсенев (ум.1951), актёр театра и кино, театральный режиссёр, педагог, народный артист СССР.
- 1891 — Сергей Прокофьев (ум.1953), русский советский композитор, пианист, дирижёр, народный артист РСФСР.
- 1896 — Мате Залка (наст.имя Бела Франкль; погиб в 1937), венгерский революционер, писатель-антифашист.
- 1895 — Найо Марш (ум.1982), новозеландская детективная писательница, театральный деятель.
- 1899
  - Семён Жаворонков (ум.1967), советский военачальник, маршал авиации.
  - Бертиль Олин (ум.1979), шведский экономист, лауреат Нобелевской премии (1977).

### XX век
- 1902
  - Павел Арманд (ум.1964), советский кинорежиссёр, сценарист, автор песен.
  - Хальдоур Кильян Лакснесс (урожд. Хальдоур Гвюдйоунссон; ум.1998), исландский писатель, поэт, драматург, переводчик, лауреат Нобелевской премии (1955).
- 1905
  - Юрий Бажанов (ум.1975), советский военачальник, маршал артиллерии (1965).
  - Фёдор Вершинин (ум.1976), советский офицер-подводник, Герой Советского Союза.
- 1908 — Иван Ефремов (ум.1972), советский писатель-фантаст и палеонтолог.
- 1910 — Исидор Барух (погиб в 1941), партизан, Народный герой Югославии.
- 1918
  - Александр Пономарёв (ум.1973), советский футболист и футбольный тренер.
  - Морис Дрюон (ум.2009), французский писатель, лауреат Гонкуровской премии.
- 1919 — Олег Пеньковский (расстрелян в 1963), полковник ГРУ Генштаба ВС СССР, обвинённый в шпионаже и измене Родине.
- 1920 — Григорий Тютюнник (ум.1961), советский и украинский поэт и писатель-прозаик.
- 1923 — Аврам Дэвидсон (ум.1993), американский писатель-фантаст.
- 1925
  - Аида Манасарова (ум.1986), советский и российский кинорежиссёр, сценарист, композитор.
  - Вадим Людвиковский (ум. 1995), советский джазовый дирижёр, композитор, аранжировщик, пианист.
- 1926 — Джеймс Патрик Данливи (ум.2017), американский и ирландский писатель, один из создателей жанра «чёрного юмора».
- 1928 — Ширли Темпл (ум. 2014), американская актриса и политик.
- 1930 — Дюваль Хехт (ум. 2022), американский гребец, олимпийский чемпион.
- 1933 — Валентин Бубукин (ум. 2008), советский футболист, чемпион Европы (1960).
- 1936 — Рой Орбисон (ум.1988), американский певец, композитор, гитарист, пионер рок-н-ролла.
- 1939 — Лев Прыгунов, советский и российский актёр театра и кино, художник, поэт, народный артист РФ.
- 1940 — Булат Минжилкиев (ум.1997), советский киргизский и российский оперный певец (бас), народный артист СССР.
- 1941 — Пааво Липпонен, финский политический деятель, премьер-министр Финляндии (1995—1999 и 1999—2003).
- 1942 — Кен Аулетта, американский писатель и журналист.
- 1943 — Тони Эспозито (ум. 2021), канадско-американский хоккеист, вратарь.
- 1944 — Наталья Нестерова, художница, одна из ведущих мастеров карнавализма в русском искусстве последней четверти XX в.
- 1946 — Анатолий Бышовец, футболист и футбольный тренер, заслуженный мастер спорта СССР.
- 1954
  - Владимир Акулов, белорусский живописец и график, художник-авангардист.
  - Майкл Мур, американский кинорежиссёр-документалист, лауреат премии «Оскар».
- 1955
  - Джуди Дэвис, австралийская актриса кино и телевидения, лауреат «Золотого глобуса» и др.наград.
  - Урмас Отт (ум.2008), советский и эстонский тележурналист.
- 1957 — Павел Смеян (ум. 2009), советский и российский музыкант, певец, композитор, актёр театра и кино.
- 1960 — Вячеслав Дудка, российский государственный деятель, губернатор Тульской области (2005—2011).
- 1969 — Рената Мауэр-Ружаньская, польский стрелок из винтовки, двукратная олимпийская чемпионка.
- 1975 — Йоун Тоур Биргиссон, вокалист и гитарист исландской пост-рок-группы Sigur Rós.
- 1977
  - Араш Лабафзаде, ирано-шведский певец, танцор, композитор и продюсер.
  - Джон Сина, американский рестлер.
- 1979
  - Джейми Кинг, американская актриса кино и телевидения, фотомодель.
  - Самппа Лаюнен, финский двоеборец, трёхкратный олимпийский чемпион, чемпион мира.
  - Лаури Юлёнен, музыкант, певец, лидер финской рок-группы The Rasmus.
- 1980 — Рохани Кокс, австралийская баскетболистка.
- 1983 — Даниэла Гантухова, словацкая теннисистка, бывшая пятая ракетка мира.
- 1984 — Александра Костенюк, российская и швейцарская шахматистка, гроссмейстер, 12-я чемпионка мира.
- 1985 — Рэйчел Скарстен, канадская актриса.
- 1986 — Свен Крамер, нидерландский конькобежец, 4-кратный олимпийский чемпион, многократный чемпион мира.
- 1990 — Дев Патель, британский актёр индийского происхождения.
- 1995 — Джиджи Хадид, американская супермодель палестинского происхождения.

### XXI век
- 2001 — Ли Ю Бин, южнокорейская шорт-трекистка, олимпийская чемпионка.
- 2018 — принц Луи Уэльский,  сын принца Уильяма.

## Скончались
См. также: Категория:Умершие 23 апреля

### До XIX века
- 1605 — Борис Годунов, царь и великий князь всея Руси (с 1598 года).
- 1616
  - Инка Гарсиласо де ла Вега (р.1539), перуанский историк и писатель.

### XIX век
- 1847 — Эдуард Губер (р.1814), русский поэт и переводчик.
- 1850 — Уильям Вордсворт (р.1770), английский поэт-романтик.
- 1851 — Михаил Лазарев (р.1788), русский адмирал, участник трёх кругосветных плаваний, один из первооткрывателей Антарктиды.
- 1861 — Алексей Ермолов (р.1772), российский военачальник и государственный деятель.
- 1879 — Владимир Аммон (р.1827), российский художник, академик живописи.

### XX век
- 1915 — Руперт Брук (р.1887), английский поэт-романтик.
- 1924 — Павел Новгородцев (р.1866), русский философ, лидер кадетской партии.
- 1934 — Карстен Борхгревинк (р.1864), норвежский полярный исследователь, первый человек, ступивший на берег Антарктиды.
- 1939 — покончил с собой Георгий Прокофьев (р.1902), советский воздухоплаватель, командир стратостата «СССР-1».
- 1942 — Пётр Лазарев (р.1878), русский советский физик, биофизик, геофизик, педагог, академик АН СССР.
- 1945 — погиб Нур Баян (р.1905), татарский поэт.
- 1952 — Элизабет Шуман (р.1885), немецкая певица (сопрано).
- 1954 — Рудольф Беран (р.1887), чешский политик, премьер-министр Чехословакии (1938—1939).
- 1969 — Кшиштоф Комеда (р.1931), польский пианист и композитор.
- 1975 — Уильям Хартнелл (р.1908), британский актёр.
- 1976
  - Александр Хряков (р.1903), советский архитектор.
  - Вера Кетлинская (р.1906), советская писательница и сценаристка.
- 1978 — Иван Переверзев (р.1914), актёр театра и кино, народный артист СССР.
- 1984 — Виктор Монюков (р.1924), актёр, театральный режиссёр, педагог, заслуженный деятель искусств РСФСР.
- 1985 — Сергей Юткевич (р.1904), режиссёр театра и кино, художник, педагог, теоретик кино, народный артист СССР.
- 1986
  - Отто Премингер (р.1905), австрийско-американский кинорежиссёр, актёр и продюсер.
  - Юрий Гуляев (р.1930), певец (баритон), народный артист СССР.
- 1988 — Артур Майкл Рамсей (р.1904), 100-й архиепископ Кентерберийский (1961—1974).
- 1990 — Полетт Годдар (р.1911), американская киноактриса.
- 1992 — Сатьяджит Рей (р.1921), индийский кинорежиссёр, сценарист и композитор.
- 1993 — Сесар Чавес (р.1927), американский правозащитник, борец за социальные права трудящихся и мигрантов.
- 1996 — Памела Трэверс (р.1899), английская писательница австралийского происхождения.
- 1998 — Джеймс Эрл Рэй (р.1928), убийца Мартина Лютера Кинга.

### XXI век
- 2007 — Борис Ельцин (р.1931), первый Президент России (1991—1999).
- 2010 — Борис Литвинов (р.1929), советский и российский физик-ядерщик, академик РАН.
- 2011 — Норио Ога (р.1930), японский музыкант и предприниматель, глава корпорации «Sony» (1982—1995).
- 2024
  - Юкио Касая (р. 1943), японский прыгун с трамплина, первый в истории Японии чемпион зимних Олимпийских игр (1972), призёр чемпионата мира по лыжным видам спорта.
  - Франсиско Родригес (р. 1945), венесуэльский боксёр, чемпион летних Олимпийских игр (1968). Первый олимпийский чемпион в истории Венесуэлы.
  - Анджей Яросик (р. 1944), польский футболист, нападающий, чемпион летних Олимпийских игр (1972).
- 2025 — Архиепископ Антоний (Москаленко) (р. 1940), Архиерей Русской Православной Церкви на покое, бывший Архиепископ Уральский.

## Народный календарь, приметы и фольклор Руси
Терентий Маревный.
- Солнце в этот день в голубых и розовых маревах.
- Крестьяне на Руси подметили: Коли солнце в туманной дымке будет в этом году хороший урожай хлеба, а коли выкатится из-за гор, как на ладонь яро на землю ляжет, то придётся землю перепахивать, сызнова сеять[10][11].